# Calpocalyx
Calpocalyx es un género de planta perteneciente a la familia de las fabáceas.  Comprende 15 especies descritas y de estas, solo 11 aceptadas.

## Taxonomía
El género fue descrito por Hermann Harms  y publicado en Nat. Pflanzenfam. Nachtr. II-IV 1: 191. 1897.

## Especies aceptadas
A continuación se brinda un listado de las especies del género Calpocalyx aceptadas hasta agosto de 2012, ordenadas alfabéticamente. Para cada una se indica el nombre binomial seguido del autor, abreviado según las convenciones y usos.
- Calpocalyx atlanticus Villiers
- Calpocalyx aubrevillei Pellegr.
- Calpocalyx brevibracteatus Harms
- Calpocalyx brevifolius Villiers
- Calpocalyx cauliflorus Hoyle
- Calpocalyx dinklagei Harms
- Calpocalyx heitzii Pellegr.
- Calpocalyx klainei Harms
- Calpocalyx letestui Pellegr.
- Calpocalyx ngounyensis Pellegr.
- Calpocalyx winkleri (Harms) Harms